# Ларин, Аркадий Егорович
Аркадий Егорович Ларин (бел. Аркадзь Ягоравіч Ларын; 1923 — 2010) — советский, белорусский педагог. Народный учитель СССР (1979).

## Биография
Аркадий Ларин родился 15 ноября 1923 года в селе Убинское (ныне в Новосибирской области).
В 1942 году окончил спецшколу ВВС №11 в Свердловске, в 1962 году — военно-авиационное училище в Челябинске (ныне Челябинский военный авиационный институт штурманов). С июня 1942 года по август 1960 года служил в рядах Советской Армии в авиационных частях дальней авиации на различных офицерских должностях. Участвовал в боевых действиях во время войны. Окончил службу в должности заместителя начальника военной авиационной школы механиков №194 в Николаевске-на-Амуре. Демобилизован по болезни в 1960 году в звании майора.
Окончил факультет журналистики Белорусского университета.
С сентября 1960 года по сентябрь 1999 года был директором Бобруйского художественного профессионально-технического училища №15, ставшего впоследствии Высшим профессиональным училищем декоративно-прикладного искусства.
При А. Е. Ларине в училище были созданы музеи — музей славянских культур, музей Ленина, музей декоративно-прикладного искусства. Всем трём музеям присвоено звание «народный».
Училище занимало одно из первых мест в системе профтехобразования СССР, с 1969 года носило название «Училище высокой культуры», «Лучшее лесное профтехучилище страны», удостоено звания лауреата премии Ленинского комсомола, награждено Дипломом и премией ВЦСПС. С 1963 года являлось постоянным участником ВДНХ СССР, награждено 644 медалями и 27 дипломами ВДНХ СССР.
Под руководством Ларина А. Е. в училище сконструирован передовой опыт деятельности инженерно-педагогического коллектива по целенаправленному формированию творческих способностей, как интегрального качества личности учащихся. Опыт этот признан новаторским, его идеи широко распространены в системе профтехобразования СССР. Он стал предметом массового изучения благодаря постоянному участию училища в экспозициях ВДНХ СССР, международных выставках.
Коллективу художественной самодеятельности училища присвоено звание народного. 29 учащихся стали лауреатами Всесоюзной выставки технического творчества молодёжи.
Много внимания уделял научной деятельности, изучению и внедрению передового педагогического опыта. Автор 8 книг и многих научных статей. По совместительству 3 года руководил проблемной лабораторией по нравственно-эстетическому воспитанию НИИ профтехпедагогики АПН СССР. В 1970 году после окончания аспирантуры при Минском государственном педагогическом институте им. А. М. Горького А. Е. Ларину присвоена ученая степень кандидата педагогических наук. В 1990 году присвоена степень доктора педагогических наук, в 1993 — звание профессора.
Аркадий Егорович активно участвовал в общественной жизни училища и города. 20 лет был членом горкома партии и депутатом горсовета. В феврале 1989 года был избран председателем Совета Всесоюзной ассоциации работников и учащихся профтехучилищ художественного профиля.
Ларин Аркадий Егорович умер 26 июня 2010 года.

## Награды и звания
- Заслуженный работник-учитель профтехобразования Белорусской ССР (1968)
- Народный учитель СССР (1979)
- Кандидат педагогических наук (1970)
- Доктор педагогических наук (1990)
- Орден Ленина
- Орден Трудового Красного Знамени
- Орден Отечественной войны I степени
- Медаль «За боевые заслуги»
- Медаль «За победу над Германией в Великой Отечественной войне 1941—1945 гг.»
- Медаль «За трудовую доблесть»
- Нагрудный знак «Отличник профтехобразования СССР»
- Почётный знак «За заслуги в развитии профтехобразования СССР»
- Две Почётные грамоты Верховного Совета Белорусской ССР

## Память
- В ноябре 2010 года принято решение присвоить имя А. Е. Ларина Бобруйскому государственному профессионально-техническому художественному колледжу, больше известному «в народе» как 15-е училище. 19 ноября 2010 года на стенах учебного заведения появилась вывеска УО «Бобруйский государственный профессионально-технический колледж им. А. Е. Ларина».
- В областном музее системы профессионально-технического образования Могилёвской области педагогу посвящён целый стенд.